# Nughedu Santa Vittoria
Nughedu Santa Vittoria település Olaszországban, Szardínia régióban, Oristano megyében. Lakosainak száma 434 fő (2023. január 1.). Nughedu Santa Vittoria Bidonì, Austis, Neoneli, Olzai, Sorradile, Ardauli és Boroneddu községekkel határos.

## Népesség
A település lakossága az elmúlt években az alábbi módon változott:
| Lakosok száma | 483  | 475  | 434  |
|               | 2017 | 2018 | 2023 |